# Toinon la ruine
 (juillet 2025).
Pour plus de détails, voir Fiche technique et Distribution.
 Toinon la ruine est un film muet français réalisé par Alexandre Devarennes, sorti en 1916.

## Fiche technique
- Réalisation : Alexandre Devarennes
- scénario : d'après le roman Toinon, mœurs parisiennes de Gustave Toudouze (éditions Victor Havard, 1885)
- Production et distribution : Les Grands Films Populaires Georges Lordier
- Format : Noir et blanc — 35 mm (positif & négatif) — 1,33:1 — film muet
- Date de sortie : 14 novembre 1916 (à Paris), puis le 1er décembre 1916 (nationale)

## Distribution
- Jean Toulout
- Albert Dieudonné
- Yvonne Villeroy